# 志木謙介
志木 謙介（しき けんすけ）は、日本のライトノベル作家。鳥取県出身、大阪経済大学卒業。

## 概要
2014年（平成26年）に『搭乗者科の最下生』で第8回HJ文庫大賞金賞を獲得しデビュー。その後、第二作『異世界勇者の攻略術』を刊行、セガゲームスのスマートフォンアプリ『リボルバーズエイト』にもシナリオ作家として参加した。2019年（平成31年）には第三作『京都九条のあやかし探偵～花子さんと見習い陰陽師の日常事件簿～』が刊行された。

## 著作
- 搭乗者科（リベラ）の最下生〈HJ文庫〉（2014年、ホビージャパン）ISBN:9784798608969
- 異世界勇者の攻略術〈HJ文庫〉（2016年、ホビージャパン）ISBN:9784798612379
- 京都九条のあやかし探偵～花子さんと見習い陰陽師の日常事件簿～〈一二三文庫〉（2019年、一二三書房）ISBN:9784891995508